# Manish Dayal
Manish Patel (17 de junio de 1983), más conocido como Manish Dayal, es un actor estadounidense. 
Es conocido por su papel de Raj Kher en la serie para 90210 del canal The CW, y en las películas The Hundred-Foot Journey (2014) y Viceroy's House (2017). Desde 2018, ha aparecido como miembro principal del elenco de la serie de drama médico del canal Fox The Resident.

## Biografía
Dayal nació como Manish Patel en una familia india gujarati en Orangeburg, Carolina del Sur. Sus padres, Hema y Sudhir Patel, son de Guyarat. Utiliza el nombre de pila de su abuelo, Dayal, como apellido artístico. Asistió a la Escuela de Primaria Marshall y luego fue a Heathwood Hall en Columbia (Carolina del Sur). Posteriormente obtuvo una licenciatura en Negocios Internacionales de Universidad George Washington. Después de graduarse en 2005, se mudó a Nueva York para seguir su carrera artística en el cine y la televisión, y cinco años después se mudó a Los Ángeles.

## Carrera cinematográfica
Dayal comenzó su carrera apareciendo en comerciales estadounidenses de McDonald's, Windows, Nintendo y Domino's Pizza . 
En 2008, interpretó el papel principal en el Rafta, Rafta espectáculo de Broadway. Después de aparecer como estrella invitada en CSI: Las Vegas en CBS, Dayal pasó a interpretar a Hal, un analista informático que descifra códigos, en la serie de AMC. Dayal también protagonizó la comedia romántica Walkaway, que explora el amor y la cultura ambientada en Nueva York. En 2010 y 2011, interpretó a Ravi, el engreído líder del equipo A en Outsourced. También interpretó a Raj Kher, en la tercera y cuarta temporadas de 90210 de The CW . Interpretó a Hassan Kadam en The Hundred-Foot Journey (2014). Desde 2018, ha protagonizado la serie de Fox TV The Resident, donde interpreta al Dr. Devon Pravesh.

## Filmografía completa

### Cine
| Cine | Cine                                       | Cine                                       | Cine                                       | Cine         | Cine |
| Año  | Título                                     | Título                                     | Título                                     | Rol          |      |
| Año  | Título original                            | Título en España                           | Título en Hispanoamérica                   | Rol          |      |
| ---- | ------------------------------------------ | ------------------------------------------ | ------------------------------------------ | ------------ | ---- |
| 2006 | Break the Addiction: An Inconvenient Truth | Break the Addiction: An Inconvenient Truth | Break the Addiction: An Inconvenient Truth | Kibhnar      |      |
| 2008 | Cain's Mark                                | La marca de Caín                           | La marca de Caín                           | Gypsy        |      |
| 2009 | Karma Calling                              | Karma Calling                              | Karma Calling                              | Trainee      |      |
| 2010 | The Sorcerer's Apprentice                  | El aprendiz de brujo                       | El aprendiz de brujo                       | NYU clerk    |      |
| 2010 | Walkaway                                   | Walkaway                                   | Walkaway                                   | Vinay        |      |
| 2011 | The Call                                   | The Call                                   | The Call                                   | Taruk        |      |
| 2011 | The Domino Effect                          | The Domino Effect                          | The Domino Effect                          | Sid          |      |
| 2011 | The Whirling Dervish                       | The Whirling Dervish                       | The Whirling Dervish                       | Zahir        |      |
| 2012 | White Frog                                 | White Frog                                 | White Frog                                 | Ajit         |      |
| 2012 | Breaking the Girls                         | Separando a las chicas                     | El pacto                                   | Tim          |      |
| 2014 | The Hundred-Foot Journey                   | Un viaje de diez metros                    | Un viaje de diez metros                    | Hassan Kadam |      |
| 2014 | I'm Obsessed with You                      | I'm Obsessed with You                      | I'm Obsessed with You                      | Cyrus Kapoor |      |
| 2017 | Viceroy's House                            | El último Virrey de la India               | El último Virrey                           | Jeet Kumar   |      |
| 2020 | Holidate                                   | Amor de calendario                         | Holidate                                   | Faarooq      |      |

### Televisión
| Televisión                     | Televisión                                        | Televisión                        | Televisión                                          | Televisión          | Televisión |                     |                      |
| Año                            | Título original                                   | Rol                               | Notas                                               |                     |            |                     |                      |
| ------------------------------ | ------------------------------------------------- | --------------------------------- | --------------------------------------------------- | ------------------- | ---------- | ------------------- | -------------------- |
| Año                            | Título original                                   | Rol                               | Notas                                               | 2010                | Rubicon    | Hal                 | Personaje recurrente |
| Outsourced                     | Ravi                                              | Reparto principal                 |                                                     | 2010                |            |                     |                      |
| CSI: Crime Scene Investigation | Rishi Parayan                                     | Reparto principal                 |                                                     | 2010                |            |                     |                      |
| 2011                           | Law & Order: Criminal Intent                      | Samir Doss                        | Episodio: " To the Boy in the Blue Knit Cap "       |                     |            |                     |                      |
| 2011–2012                      | 90210                                             | Raj Kher                          | Personaje recurrente                                |                     |            |                     |                      |
| 2012                           | Switched at Birth                                 | Scuba                             | -                                                   | The Good Wife       | Dinesh     | Personaje principal |                      |
| 2012                           | 2014                                              | Law & Order: Special Victims Unit | Farid Salim                                         | Personaje principal |            |                     |                      |
| 2016                           | Halt and Catch Fire                               | Ryan Ray                          | Perro                                               |                     |            |                     |                      |
| 2016–2017                      | Agents of S.H.I.E.L.D.                            | Vijay Nadeer                      | 3 episodios                                         |                     |            |                     |                      |
| 2018–2023                      | The Resident                                      | Dr. Devon Pravesh                 | Personaje principal                                 |                     |            |                     |                      |
| 2019                           | Fast & Furious: Spy Racers                        | Shashi Dhar (voz)                 | Personaje principal - Serie de Netflix; Temporada 1 |                     |            |                     |                      |
| 2024                           | The Walking Dead: Daryl Dixon - The book of Carol | Ash Patel - Piloto de avión       | Personaje secundario                                |                     |            |                     |                      |